# Ychoalay

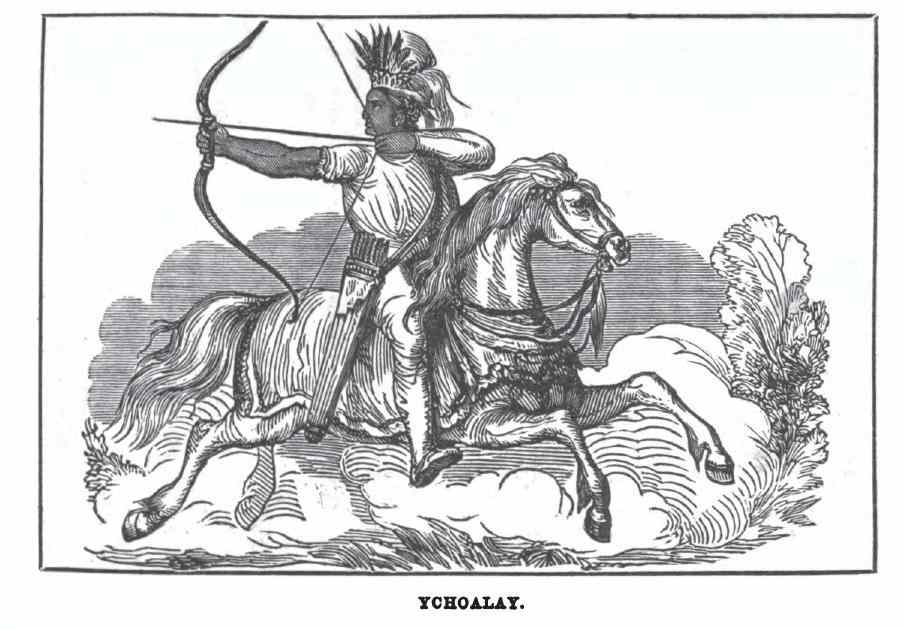
Ychoalay, ilustrado por Samuel Goodrich en su libro "Lives of Celebrated American Indians" (1844)

Ychoalay, Ichoalay, Oahari (nombre de su juventud) ó José Antonio Benavides (nombre hispano) fue un célebre abipón del grupo de los Rükahés (ó Riikahés) (“gente del campo”), originario y habitante nómada del actual territorio nordeste de la provincia de Santa Fe y sureste de la provincia del Chaco durante el siglo XVIII.
Tuvo un destacado rol como mediador en los acuerdos de paz entre los abipones y los españoles, conocidos como la Paz de Añapiré y la Paz de San Jerónimo, y como colaborador en el poblamiento y desarrollo de las misiones jesuíticas de San Jerónimo del Rey (actual Reconquista) y San Fernando del Río Negro (actual Resistencia).
Fue inmortalizado en los escritos históricos del misionero jesuita Martín Dobrizhoffer como “el más inteligente de cuanto abipón había conocido, como era el más valiente soldado que jamás hubo entre ellos”. 

## Orígenes
El pueblo abipón estaba compuesto por tres parcialidades: los Riikahés o “gente del campo”, los Nakaigetergehés o “gente del monte” y los Jaaukanigás o “gente del agua”.
Al pertenecer a un pueblo nómada, no existen datos sobre las fechas y lugares de nacimiento y muerte de Ychoalay, pero según la obra de Dobrizhoffer se deduce que habitó durante el siglo XVIII en actual territorio nordeste de la provincia de Santa Fe y sureste de la provincia del Chaco principalmente en la misión jesuita de San Jerónimo del Rey.
También habitó en la ciudad de Santa Fe y Mendoza donde trabajó para un español de apellido Benavides como peón de estancia y domador de caballos. En honor a su patrón, se bautizó José Benavidez, aunque sus pares abipones siempre lo llamaron por su nombre autóctono.
Ychoalay era oriundo de una de las familias más distinguidas de los Riikahés y pariente cercano de Debayakaikín, principal cacique de los Nakaigetergehés. Aunque no era cacique, ya que el principal cacique de su grupo era Ychamenraiquín, se ganó el liderazgo con sus pares como valiente guerrero, y con los españoles por su rol pacificador y conciliador en el proceso de evangelización en las misiones. Dobrizhoffer, afirmaba que Ychoalay siempre respetó la ciudad de Santa Fe y en todas partes respetó e hizo que se respetaran las iglesias y los sacerdotes.
Según las actas del Colegio Jesuita de Santa Fe, en 1757 se llevó a cabo el bautismo católico de Ychoalay siendo elegido padrino el gobernador Antonio de Vera y Mujica. La concurrida ceremonia, dirigida por el padre José Lehmann, contó con la presencia de todo el pueblo de Santa Fe, el Cabildo y sacerdotes de todas las órdenes. 

## Los jesuitas y la "Paz de Añapiré"
El primer proyecto evangelizador de los abipones data del año 1641 cuando el jesuita Luis Pastor logró fundar una reducción a orillas del río Bermejo y reunir a los abipones del cacique Caliguila. La misión permaneció por solo tres años hasta 1644, ya que el sacerdote fue designado representante de la provincia del Paraguay ante las cortes de Madrid y Roma. Los jesuitas no consiguieron quien lo reemplace en su tarea evangelizadora. 
La fundación de las misiones mocovíes de “San Javier” en 1743 y “San Pedro” en 1765 por los jesuitas Francisco Burgués y Florian Paucke respectivamente, generó el deseo de evangelización en los abipones. Los abipones mantenían una relación amistosa con los mocovíes, a quienes visitaban en sus reducciones y observaban de cerca su nuevo y atractivo estilo de vida en las misiones.
Los principales caciques abipones comenzaron a propagar entre los suyos la idea de reducirse.
El gobernador Francisco de Vera y Mujica presentó el proyecto de reducción a los principales caciques, quienes rechazaron la idea de localización de la reducción sobre las orillas del Río Salado.
Ychoalay también rechazó este proyecto manifestando que el objetivo de fundar la reducción en este sitio, cercano a la ciudad de Santa Fe, serviría para esclavizar a los abipones en las tareas domésticas de los españoles, recordando la suerte con la que corrieron los Calchines.
El enfrentamiento con Corrientes: la muerte del cacique Chilomé
Los abipones, quienes se caracterizaban por tener una gran destreza para cruzar el ancho río Paraná, fueron temidos por sus constantes asedios a las ciudades españolas como Santa Fe, Córdoba, Corrientes, Asunción y Santiago del Estero; y a las misiones jesuíticas guaraníes del Paraná y Paraguay. Solían vender en las principales ciudades los botines que obtenían en los asaltos a las estancias y misiones.
Uno de los mayores enfrentamientos entre los abipones y españoles sucedió en la ciudad de Corrientes bajo la gobernación del General Felipe de Zeballos (1745-1747), quien una noche ordenó la matanza del pequeño grupo de abipones que residía en la casa del vicegobernador bajo el mando del cacique Chilomé, luego de descubrirlos en actitud extraña, sospechando que perpetraban un asalto a la ciudad.
La muerte de Chilomé desató la furia de los abipones y juraron venganza contra Corrientes aliándose con los mocovíes y tobas. El cacique Ychamenraikín y sus huestes atacaron la ciudad de Corrientes, Santa Lucía y la estancia Rincón de Luna, en las cercanías de la actual ciudad de Saladas. El asedio abipón sobre Corrientes duró más de ocho días y provocó el éxodo de los correntinos hacia Santa Fe y Asunción.
Entre los abipones se encontraba Ychoalay quien cayó preso de los españoles en una trampa para cazar caballos, pudiendo liberarse rápidamente sin grandes heridas.
Recién en 1750 Corrientes pudo recuperar la paz gracias a que los jesuitas fundaran la misión de San Fernando en la orilla opuesta del Paraná.

## La primera misión jesuita en territorio abipón: San Jerónimo del Rey
En 1748 bajo la iniciativa del sacerdote Diego de Hobergozo (rector del Colegio Jesuita de Santa Fe) se llevó a cabo la asamblea de paz entre los españoles y los abipones en el paraje conocido como Añapiré (en el actual distrito de Campo Andino, Provincia de Santa Fe). Dicho acuerdo, conocido como “La Paz de Añapiré” estableció la fundación de la primera reducción jesuita de abipones en el lugar que ellos mismos elijan para tal fin, con la condición impuesta por el cacique Ychamenraikín: que los aborígenes no asistan a las clases de catequesis.
Los principales caciques como Ychamenraikín e Ychoalay determinaron en que el lugar ideal para la reducción fuese la ribera norte del arroyo El Rey (conocido por los abipones como Ychimayé, ó “río de las calabazas”), lugar que consideraban el centro de todo su territorio.
El 1° de octubre de 1748 se fundó la misión de San Jerónimo del Rey.
Los primeros trescientos pobladores pertenecían al grupo de los Riikahés y sus líderes eran Nernigini e Ychoalay. Más adelante se sumaron los Jaaukanigás cuyos jefes eran Naaré (o Naré) y Kachirikin, pero solo temporalmente hasta la fundación de la misión de San Fernando del Río Negro (actual Resistencia). Finalmente se asentaron las parcialidades de los caciques Lichinarin, Ichilinin y Kebachichi. 
Los primeros misioneros a cargo de la reducción fueron el sacerdote José Cardiel y Francisco Navalón. Al poco tiempo de la fundación de la misión, el sacerdote José Cardiel fue trasladado a las misiones mocovíes y fue reemplazado por José Brigniel, quien estuvo a cargo de San Jerónimo por un periodo de doce años. 
Brigniel tuvo una labor trascendental en la misión ya que tradujo por primera vez los textos cristianos y creó el primer diccionario de lengua abipona.
Según Dobrizhoffer, la misión de San Jerónimo del Rey se formó y desarrolló gracias a Ychoalay.
Con la muerte del cacique Ychamenraikín, Ychoalay contribuyó a la evangelización de los abipones motivándolos a que asistan a las reuniones catequísticas.

## La misión jesuita de San Fernando del Río Negro
Por iniciativa del Teniente Gobernador de Corrientes, Nicolás Patrón, y contando con el apoyo del Cacique Ychoalay, el 26 de agosto de 1750 se fundó la misión de San Fernando del Río Negro, sobre la margen austral del Río Negro y a cuatro leguas de la ribera occidental del río Paraná.
El lugar, aprobado inmediatamente por los españoles, fue elegido por el mismo Ychoalay y poblado por los abipones Jaaukanigás cuyo principal cacique era Naré.
Al día siguiente de la fundación, el 27 de agosto de 1750 se inauguró la Iglesia, en honor al Santo Patrón, San Fernando. 

## La "Paz de San Jerónimo"
Considerando que Añapiré no garantizaría la paz, el Padre Brigniel convocó a una nueva asamblea en la misión de San Jerónimo del Rey. Dicha asamblea tenía como objetivo reafirmar la paz entre los españoles y los abipones, pero estos se negaban a sellar la paz con Corrientes y Asunción ya que lo consideraban “perjudicial a los intereses abipones”.
En este acuerdo, llamado “la paz de San Jerónimo”, Ychoalay tuvo un rol protagónico como disertante y mediador entre los suyos y los españoles. La mayoría abipona se negaba a firmar la paz no sólo porque consideraban que debían estar siempre en guerra con los españoles, sino porque, además, si firmaban la paz, los españoles se convertirían en sus conquistadores.
Ychoalay a través de un vehemente discurso motivó a sus pares a que abandonaran su belicosidad.
Los resultados fueron exitosos: se determinó que los caciques se repartieran las ciudades españoles para vigilarlas de los ataques de otras tribus. Debayakaikín se encargó de custodiar Asunción, Kebachichi, Corrientes; Alaikín, Santiago del Estero, Ychamenraikín, de Santa Fe e Ychoalay, Córdoba. Posteriormente Ychoalay se ocupó de custodiar también las ciudades de Santa Fe y Tucumán.
Sin embargo, el acuerdo de paz no duraría por mucho tiempo. El cacique Oaherkaikín, quien no había participado del acuerdo, asedió la ciudad de Asunción sin que Debayakaikín (cacique asignado para la custodia de la ciudad) interviniera. Ychoalay decidió dar batalla a Oaherkaikín sin saber que las fuerzas de Debayakaikín respondieran al primero, por lo que tuvo que huir para evitar perecer en la batalla.
A partir de ese entonces, se declaró la guerra entre los Riikahés y los Nakaigetergehés que duraría más de veinte años. En este período, los Nakaigetergehés arremetieron contra San Jerónimo mientras Ychoalay se encontraba en la ciudad de Santa Fe. La defensa de la misión estuvo a cargo de Ychohaké, hermano de Ychoalay.
Ychoalay organizó una campaña contra los Nakaigetergehés sin contar con el apoyo del gobernador Vera y Mujica, pero acompañado de los abipones de San Jerónimo, Concepción y los mocovíes cristianos de San Javier. En batalla, Ychoalay recibió dos heridas de flechas de Oaherkaikín y se retiró para reunir a su horda en San Fernando. 
Desde aquí, Ychoalay organizó una nueva campaña, esta vez con el apoyo del gobernador de Santa Fe Vera y Mujica y el gobernador de Santiago del Estero, Francisco de la Barrera, y pudieron vencer a Debayakaikín, quien cayó muerto en el campo de batalla.
Su cabeza fue llevada como trofeo a San Fernando y colocada en un poste y desde aquí, Ychoalay pronunció un solemne discurso a la vista de todos los habitantes de la misión.

## La expulsión de los jesuitas y el fin de las misiones abiponas
En 1767, el rey Carlos III de España, ordenó bajo la “Pragmática Sanción de 1767” la expulsión de los jesuitas de todos los dominios de la corona española, incluidos los territorios de ultramar.
Por entonces, las cuatro misiones abiponas, San Jerónimo del Rey, Concepción, San Fernando del Río Negro y Timbó, gozaban de una notable calma y, según relatos de Martín Dobrizhoffer sus habitantes, ya bautizados en su mayoría, habían “suavizado” sus costumbres más salvajes y adquirido el oficio de trabajar la tierra y construir sus casas. Esto también trajo tranquilidad a las numerosas estancias que los españoles habían abandonado por los saqueos abipones.
La noticia de la expulsión llegó de imprevisto a las misiones y rápidamente ordenaron el retiro de los jesuitas. Según relatos del padre Vicente Olcina, Ychoalay envió una carta a los guaraníes manifestándoles el proyecto de unirse para levantarse contra los españoles. La carta cayó en manos del padre Manuel Vergara quien ocultó la misma a fin de que la idea de Ychoalay no llegase a los demás pueblos.
El proyecto de Ychoalay fracasó, pero inmediatamente viajó a Buenos Aires como representante del pueblo abipón, para entrevistarse con el gobernador del río de la Plata Francisco de Paula Bucarelli. En ese encuentro, Ychoalay manifestó su enérgico descontento por la decisión de expulsar a los jesuitas de las misiones. La respuesta de Bucarelli fue tajante, manifestando que la orden provenía del Rey y que dicha orden se debía cumplir.
Los padres jesuitas fueron reemplazados por los mercedarios y los franciscanos, órdenes que desconocían el idioma abipón y su carácter, por lo que su permanencia en las misiones abipones fue efímera. 
Hacia finales del siglo XVIII, la mayoría de las órdenes se habían retirado hacia Corrientes y Asunción, y casi todas las misiones abiponas estaban en ruina y sus habitantes volvieron a los montes, salvo algunos habitantes de San Fernando que fueron agregados a las poblaciones de Santa Lucía e Itatí, en Corrientes.
En el caso de San Jerónimo, Ychoalay dirigió la vida económica y militar de la misión hasta su muerte. 
En 1818, San Jerónimo fue destruida por un ataque de los tobas.  Los sobrevivientes de San Jerónimo fueron trasladados a Santa Lucía, Corrientes, donde permanecieron hasta 1825, año en que el gobernador Estanislao López decide fundar la reducción de San Jerónimo del Sauce en las cercanías a Santa Fe hacia donde fueron trasladados la mayoría de los abipones de la antigua San Jerónimo, llevando consigo la imagen de su santo patrono, la cual aún se conserva en la capilla del pueblo.
La mayoría de los hombres abipones de la nueva San Jerónimo, descendientes algunos del cacique Ychoalay, integrarían luego el escuadrón conocido como los “Lanceros del Sauce”, uno de los principales cuerpos militares con los que contó el brigadier Estanislao López en su campaña federal.